# Draci, Starokosteantîniv
Draci (în ucraineană Драчі) este un sat în comuna Penkî din raionul Starokosteantîniv, regiunea Hmelnîțkîi, Ucraina.

## Demografie
Componența lingvistică a localității Draci
     Ucraineană (99,01%)
     Alte limbi (0,99%)
Conform recensământului din 2001, majoritatea populației localității Draci era vorbitoare de ucraineană (99,01%), existând în minoritate și vorbitori de alte limbi.